# M69焼夷弾
M69焼夷弾（M69しょういだん）とは、第二次世界大戦中にアメリカ軍が日本の都市を空襲する際に使用した爆弾（焼夷弾）である。M69はクラスター爆弾の最小単位の子爆弾の名称であり、爆撃時は多数の子爆弾は、まとめて親爆弾に収納された上で爆撃機に搭載され、投下された。1945年3月10日の東京大空襲では、32万7000発のM69が投下され、以降3月19日までに日本の都市に投下されたM69の総数は192万発に及んだ。

## 概要
M69は、六角形の断面を持った簡素な鋼製のパイプであり、直径は3インチ（約7.6cm）、全長は20インチ（約51cm）、質量は6ポンド（約2.7kg）である。
この爆弾は焼夷剤としてナパーム（ゲル化ガソリン）を用いる。当初はテルミットまたはマグネシウム焼夷剤を用いたが、この初期デザインでは、
1. エネルギーおよび質量対効果比で不十分
2. 消火が比較的容易

であった。そのため、ナパームを使用し改良された。
ナチス・ドイツに対して用いられた焼夷弾は、ゲル化した油脂を充填した子爆弾を36発集束し、非流線形のM19爆弾に収納したものであった。
日本に対して用いられた焼夷弾は、M69子爆弾19発を前後2段に集束して38個とし、安定フィンを持ったE46「照準可能」クラスター弾に収めたものであり、これは投下後、高度約610m（2000フィート、 によれば700m）で開裂し子爆弾に散開する。M69子爆弾は散開後、頭部（信管側の端）を下に向けて落下するために、尾部（信管の反対側の端）から長さ約1m（3フィート）、幅約10cmのストリーマーと呼ばれる綿製（麻製とも言われる）のリボンを展開する（ストリーマーは1本ではなく、4本あったとする資料もある）。親爆弾を開裂し、子爆弾を散開する際に使用される爆薬によって、ストリーマーにも火がつくので、「地上からは火の雨が降ってくるように見えた」と言われている。なお、親爆弾の開裂には爆薬を用いず、従ってストリーマーにも火がつくことはなく、風圧ではためくストリーマーに、地上の火災が反映して、「火の雨」に見えたのではないかと示唆する説もある。
M69が、建物、地面または家屋の屋根を貫通して床などに衝突すると、時限信管が3から5秒間燃焼し、焼夷弾が横倒しになった後で、トリニトロトルエン（TNT）爆薬が起爆され、その中に含まれるマグネシウム粒子によって焼夷剤に着火する。焼夷剤は信管の反対側の端から、最大で30m（100フィート）の高さまで、燃焼する多数の火の玉として噴出し、その粘性で周辺の物に付着しそれを強力に炎上させる（マグネシウムではなく、TNT爆薬によって白リン剤が点火され、これが焼夷剤を燃焼させるという説もある）。
科学研究開発局の財政支援のもとで、1941年10月初めごろから開発が開始された(真珠湾攻撃の2か月前)。1943年に、ユタ州のダグウェイ実験場に建てられた、日本とドイツの住宅を模した試験用居住建築物（俗称日本村とドイツ村）を使用して、M69の試験が行われた。M69焼夷弾は、一連の試験で最も成功した焼夷弾であった。
日本に対しては、M69はB-29爆撃機の爆弾倉に、典型的には40発のクラスター爆弾（トータルでは1520発のM69子爆弾）として搭載された。この爆弾は、1945年2月の神戸大空襲に始まる、木造建築が密集している日本の都市に対する大規模焼夷攻撃において非常に効果的であった。1945年3月に行われた、M69とM47を用いた爆撃により、 東京都（東京大空襲）、名古屋市（名古屋大空襲）、大阪市（大阪大空襲）、神戸市に大規模な火災被害と大量の民間人への死者が発生した。

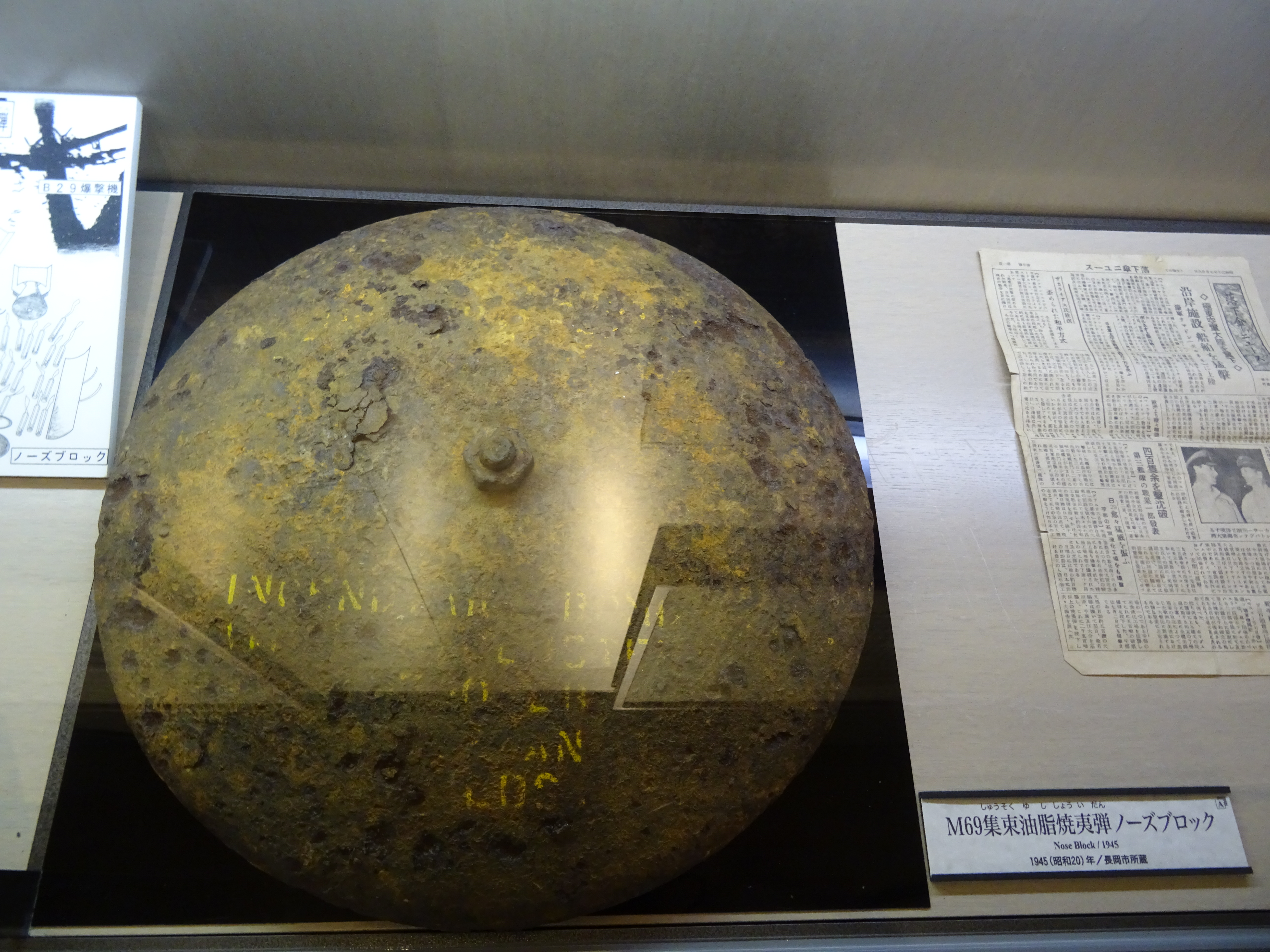
M69集束油脂焼夷弾のノーズブロック（親爆弾弾頭部のおもり）。新潟県立歴史博物館、2014年12月撮影。
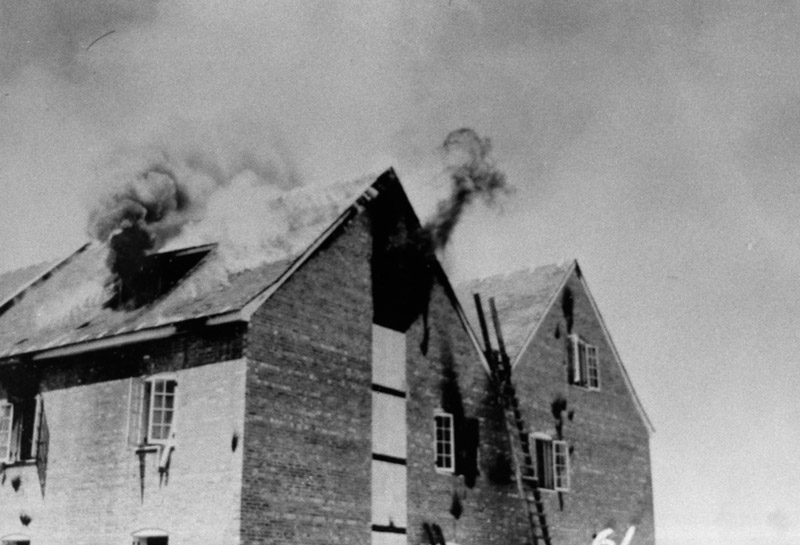
ドイツ民家の模造建築「ドイツ村」でのM69焼夷弾投下実験。1943年、ダグウェイ実験場。